# Pierre Veyron
Pierre Veyron (Les Monts-Verts, 1903. október 1. – Èze, 1970. november 2.) francia autóversenyző, az 1939-es Le Mans-i 24 órás verseny győztese.

## Pályafutása
1934 és 1953 között kilenc alkalommal állt rajthoz a Le Mans-i 24 órás autóversenyen. Mindössze egyszer, az 1939-es futamon ért célba; ekkor azonban győzni tudott. Váltótársával, a szintén francia Jean-Pierre Wimille-lel három körös előnyben nyert a második helyen befutó Louis Gérard és Georges Monneret páros előtt. Sikerük a Bugatti autógyár második, egyben utolsó győzelme volt a Le Mans-i 24 órás verseny történelmében.
Tiszteletére a Bugatti róla nevezte el egyik szupersportautóját, a Bugatti Veyront.

## Eredményei
Le Mans-i 24 órás autóverseny
| Év   | Csapat              | Autó                  | Csapattárs            | Helyezés | Kiesés oka  |
| ---- | ------------------- | --------------------- | --------------------- | -------- | ----------- |
| 1934 | Roger Labric        | Bugatti Type 50S      | Roger Labric          | Kiesett  | Motorhiba   |
| 1935 | Roger Labric        | Bugatti Type 50S      | Roger Labric          | Kiesett  | Motorhiba   |
| 1937 | Roger Labric        | Bugatti Type 57G Tank | Roger Labric          | Kiesett  | Defekt      |
| 1939 | Jean-Pierre Wimille | Bugatti Type 57C Tank | Jean-Pierre Wimille   | Győzelem |             |
| 1949 | Amédéé Gordini      | Simca-Gordini Type 8  | José Scaron           | Kiesett  | Kuplunghiba |
| 1950 | M.A.P               | M.A.P                 | Francois Lacour       | Kiesett  | ?           |
| 1951 | Equipe Gordini      | Gordini T15S          | Georges Monneret      | Kiesett  | ?           |
| 1952 | Donald Healey       | Nash Healey           | Yves Giraud-Cabantous | Kiesett  | ?           |
| 1953 | Nash-Healey Inc.    | Nash-Healey Sports    | Yves Giraud-Cabantous | Kiesett  | ?           |